# Espace vectoriel complexe
Cet article court présente un sujet plus développé dans : espace vectoriel.
Un espace vectoriel complexe, aussi appelé {\displaystyle \mathbb {C} }-espace vectoriel, est un espace vectoriel sur le corps {\displaystyle \mathbb {C} } des nombres complexes.
Si {\displaystyle E} est un {\displaystyle \mathbb {C} }-espace vectoriel, alors il est aussi un {\displaystyle \mathbb {R} }-espace vectoriel, par restriction à {\displaystyle \mathbb {R} \times E} de la loi externe {\displaystyle \cdot :\mathbb {C} \times E\to E}. 